# Bettws (Newport)
Pour les articles homonymes, voir Betws.
Bettws est une banlieue de la ville de Newport, au pays de Galles, disposant du statut de communauté.

## Géographie
Bettws se situe au nord-ouest du centre-ville de Newport, de l'autre côté de l'autoroute M4.

## Démographie
Au recensement de 2011, la communauté de Bettws comptait 7 606 habitants.